# Adam Larsen Kwarasey
Adambathia Larsen Kwarasey (* 12. Dezember 1987 in Oslo) ist ein ghanaisch-norwegischer ehemaliger Fußballtorwart.

## Karriere

### Verein
Kwarasey, Sohn eines Ghanaers und einer Norwegerin, begann mit dem Fußballspielen bei Trosterud IL. Später transferierte er zu Aalesunds FK und Vålerenga Oslo. Nach seinem Wechsel zu Strømsgodset IF kam er – inzwischen im Profikader stehend – am 6. Mai 2007 erstmals in der Tippeligaen zum Einsatz. Ab 2010 war er Stammtorhüter bei Strømsgodset. In dieser Saison gewann der Verein den norwegischen Pokal, so dass Kwarasey am 28. Juli und 4. August 2011 gegen Atlético Madrid zu zwei Einsätzen in der Qualifikation zur UEFA Europa League kam.
Am 1. Januar 2015 wechselte er in die US-amerikanische MLS zu den Portland Timbers.
2013 wurde er – inzwischen als Mannschaftskapitän – mit Strømsgodset norwegischer Meister. Außerdem wurde er zum besten Torwart der Liga gewählt. Im April 2013 bestritt er sein hundertstes Ligaspiel für Strømsgodset.

### Nationalmannschaft
Am 12. Juni 2008 kam Kwarasey im Spiel gegen Island zu seinem einzigen Einsatz für die U-21-Auswahl Norwegens. Er wurde in der 86. Minute für Andreas Lie eingewechselt und kassierte in der Nachspielzeit das einzige norwegische Gegentor zum 4:1-Endstand.
Nachdem der Weltfußballverband FIFA im Juni 2011 einem Wechsel der Staatsbürgerschaft zugestimmt hatte, wurde Kwarasey im darauffolgenden Monat erstmals für ein Länderspiel der Nationalmannschaft Ghanas nominiert; das für den 9. August angesetzte Spiel gegen Nigeria wurde jedoch um zwei Monate verschoben. Am 2. September 2011 gab Kwarasey beim 2:0-Sieg gegen Swasiland sein Debüt in der Nationalmannschaft; bei der 0:1-Niederlage gegen Brasilien drei Tage später bestritt Kwarasey sein zweites A-Länderspiel.
Als Stammtorhüter der ghanaischen Nationalmannschaft nahm Kwarasey an der Afrikameisterschaft 2012 teil. Ab 2013 erhielt unter Trainer James Kwesi Appiah jedoch meist Fatau Dauda den Vorzug.